# Udvardy József
Udvardy József (Bácsalmás, 1911. február 16. vagy 1911. február 6. – Szeged, 2000. január 10.) csanádi püspök 1969-től 1987-ig.

## Pályafutása
1929-től tanult teológiát Kalocsán, majd 1930-tól a római Collegium Germanicum et Hungaricum tanulója lett. 1936. október 25-én szentelték pappá. 1938-ban visszajött Magyarországra, és Kunbaján lett káplán. 1939. február 6-tól Rómában teológiai doktor, majd a bajai Szent Szív plébánián szolgált.
A következő évtizedben rendkívül sokféle feladatkört töltött be: 1940-től Kalocsa-Belvárosban káplán, 1940–1950 között kötelékvédő. Ezzel párhuzamosan, 1941–1951 között teológia tanár, 1942-ben a szeminárium prefektusa, 1944-ben hitoktatónőképző intézeti tanár. 1945-től 1951-ig főszékesegyházi könyvtárosként is működött, illetve az egyházközségi nővérek moderátora volt. 1947-ben érseki tanácsos, 1948-ban hittanári vizsgáztató, 1950-ben egyházmegyei bíró.
1950–1951 között a Szent István templom igazgatója, majd Szegeden teológia tanár. 1957-ben Jánoshalma plébánosa, majd 1958-ban garábi címzetes apát lett.

### Püspöki pályafutása
1969. január 10-én tabborai címzetes püspökké és csanádi apostoli adminisztrátorrá nevezték ki, majd február 16-án püspökké szentelték Budapesten. 1975. január 7-én megyés püspöki címet kapott. 1969–1979 között a Magyar Katolikus Püspöki Konferencia országos kateketikai bizottságának  elnöke volt. 1976-ban megtagadta, hogy állami kívánságra eljárjon a fiatalokkal foglalkozó papokkal szemben.
1987. június 5-én nyugalomba vonult, utóda Gyulay Endre lett a csanádi püspökség élén. 2000-ben, közel 90 esztendősen hunyt el Szegeden.

## Művei
- Doctrina Francisci Toledo de corpore Christi mystico. Kalocsa, 1939
- Étienne de l’Ile (†1382) ermite de Saint Augustin archeveque de Kalotcha (Hongrie). Louvain, 1956
- Hitünk és életünk, Szent István Társulat, 1978, ISBN 963360088X, 256 p.
- A kalocsai érsekek életrajza (1000–1526). Köln, 1991. (Dissertationes Hungaricae ex historia Ecclesiae XI.)
- A kalocsai főszékeskáptalan története a középkorban. Magyar Egyháztörténeti Enciklopédia Munkaközösség (Budapest), 1992, ISBN 963-7819-02-9